# 1148년

## 연호
- 남송(南宋) 소흥(紹興) 18년
- 금(金) 황통(皇統) 8년
- 일본(日本) 규안(久安) 4년
- 서하(西夏) 인경(人慶) 5년
- 리 왕조(李朝) 다이딘(大定) 9년

## 기년
- 남송(南宋) 고종(高宗) 22년
- 금(金) 희종(熙宗) 14년
- 고려(高麗) 의종(毅宗) 2년
- 서하(西夏) 인종(仁宗) 9년
- 리 왕조(李朝) 영종(英宗) 11년